# Kástro (Béotie)
Kástro, en grec moderne : Κάστρο, est un village du dème d'Orchomène dans le district régional de Béotie, en Grèce-Centrale.
Selon le recensement de 2011, la population du village s'élève à 868 habitants.